# Benthaster penicillatus
Benthaster penicillatus är en sjöstjärneart som beskrevs av Percy Sladen 1882. Benthaster penicillatus ingår i släktet Benthaster och familjen knubbsjöstjärnor. Inga underarter finns listade i Catalogue of Life.